# Вітаутас Колесніковас
Вітаутас Колесніковас (лит. Vytautas Kolesnikovas; 25 жовтня 1948 — 1 жовтня 2021) — художник, графік, політик, підписант Акту про відновлення Литовської держави 1990 р.

## Життєпис
З 1968 по 1974 Колесніковас вивчав мистецтво в Москві. Після повернення до Литви він працював у кількох регіональних фірмах в Алітусі та представляв свої роботи на кількох виставках.
У 1988 приєднався до руху Саюдіс.
Колесніковас був членом Комісії науки, освіти та культури у Сеймі Литви.
Після виборів 1993 р. він повернувся до Алітуса і приєднався до Департаменту культурної спадщини.
У 2008 (на той час минуло більш ніж 20 років після останньої виставки) Колесніковас організував персональну виставку своїх робіт в Алітусі.